# Europa Palace
Europa Palace, precedentemente Superfast VI (2001-2013), Bimini Superfast (2013-2016) e Cruise Olbia (2016-2021), è una nave traghetto in servizio per la compagnia marittima Grimaldi Lines, di proprietà del Gruppo Grimaldi.

## Storia
La nave fu costruita nel 2001 presso il cantiere navale Howaldtswerke-Deutsche Werft di Kiel, in Germania. Il traghetto venne costruito per conto della società greca Superfast Ferries, che la battezzò Superfast VI insieme a una nave gemella, Cap Finistère. Il traghetto conclude il servizio per Superfast Ferries nel 2013, quando venne ceduta alla compagnia statunitense Genting Group e fu rinominata Bimini Superfast.
Nel 2016 la nave venne acquistata da Grimaldi Lines, che la ribattezzò Cruise Olbia. Era in servizio sulla rotta Livorno-Olbia.
Il 13 novembre 2019 è partita da Olbia verso i cantieri Palumbo di Messina, dove vengono installati gli scrubber.
Il 5 febbraio 2021 Grimaldi Lines annuncia che da marzo la nave (in coppia con Zeus Palace) andrà sull'Ancona-Patrasso (cambiando nome in Europa Palace) sempre per conto di Minoan Lines, in sostituzione di Cruise Europa/Cruise Sardegna (quest'ultima precedentemente chiamata Cruise Olympia) che andranno sulla Livorno-Olbia.
Il 1 novembre 2022, visto che la tratta Ancona - Patrasso viene chiusa, la nave entra in servizio per conto di Grimaldi Lines sulla nuova rotta Brindisi-Patrasso con tre partenze settimanali e sulla rotta Brindisi - Igoumenitsa, in coppia con la nave Igoumenitsa, con una partenza serale una volta alla settimana.
Dal 28 gennaio 2023 al 11 febbraio 2023, ritorna in Italia sostituendo sulla Civitavecchia-Arbatax-Cagliari il Catania che si reca in cantiere a La Spezia. 
Dal 12 febbraio 2023 prende stabilmente servizio sulla tratta Napoli-Cagliari-Palermo per sostituire il Corfù, che viene messo in servizio sulla tratta Civitavecchia-Arbatax-Cagliari. 

## Caratteristiche
Europa Palace può ospitare 1600 passeggeri e il suo garage può contenere un massimo di 800 auto o 2400 metri lineari di carico merci. È dotata di circa 240 cabine, tre bar, un self service, un ristorante à la carte, una boutique, una discoteca e una sala giochi per bambini.

## Navi Gemelle
- GNV Spirit (già Superfast V e Cap Finistère)